# Ябланиця (Софійська область)
Я́бланиця (болг. Ябланица) — село в Софійській області Болгарії. Входить до складу общини Своге.

## Населення
За даними перепису населення 2011 року у селі проживали 123 особи, усі — болгари.
Розподіл населення за віком у 2011 році:
Динаміка населення: